# 董家口港站
董家口港站位于中华人民共和国山东省青岛市黄岛区贡北路与港润大道交叉口，是青岛地铁13号线的地铁车站。2018年12月26日开通。本站不在董家口港附近，两地实际距离在10公里以上。

## 车站周边
- 贡北路（北）
- 贡北路（南）
- 港润大道（西）
- 程家庄村
- 前松园村
- 董家小庄村
- 董辛庄村